# Morze Jawajskie
Morze Jawajskie (malajski Laut Jawa) – wewnętrzne morze indonezyjskie, w zachodniej części Oceanu Spokojnego.

## Lokalizacja
Morze Jawajskie zlokalizowane jest między wyspami Sumatrą na zachodzie, Bangka, Belitung i Borneo na północy, Celebes na wschodzie oraz Jawą na południu. Połączone z Oceanem Indyjskim cieśniną Sundajską. Na północnym zachodzie z Morzem Południowochińskim cieśninami Karimata i Gaspar. Na wschodzie łączy się z morzami Flores i Balijskim. Zajmuje powierzchnię 552 tys. km² (bez morza Balijskiego i Cieśniny Makasarskiej). 

## Sejsmologia
Akwen należy do obszarów bardzo aktywnych sejsmicznie. Posiada szelfowe dno, pod którym występują znaczne pokłady ropy naftowej. Osiąga głębokość 1272 m w części wschodniej. Pływy morskie osiągają wysokość od 2,1 m u wybrzeża Borneo do 1,0 m u wybrzeża Jawy (w rytmie dobowym).

## Porty
Nad morzem działa szereg portów, z których największe to: Dżakarta, Surabaja, Semarang (Jawa), Banjarmasin (Borneo) i Makasar (Celebes).